# Bahnhof Porto Trindade

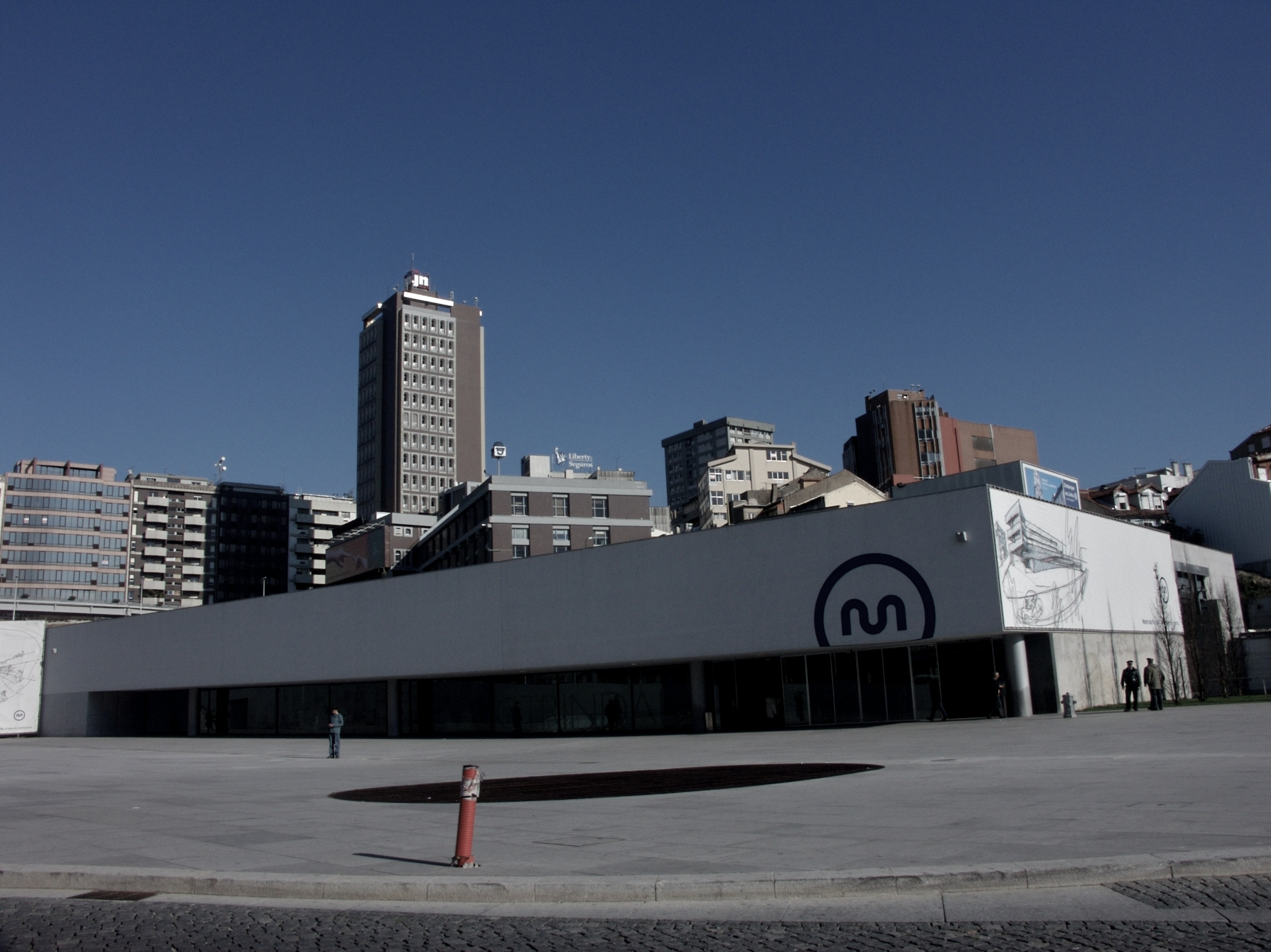
Bahnhof Trindade

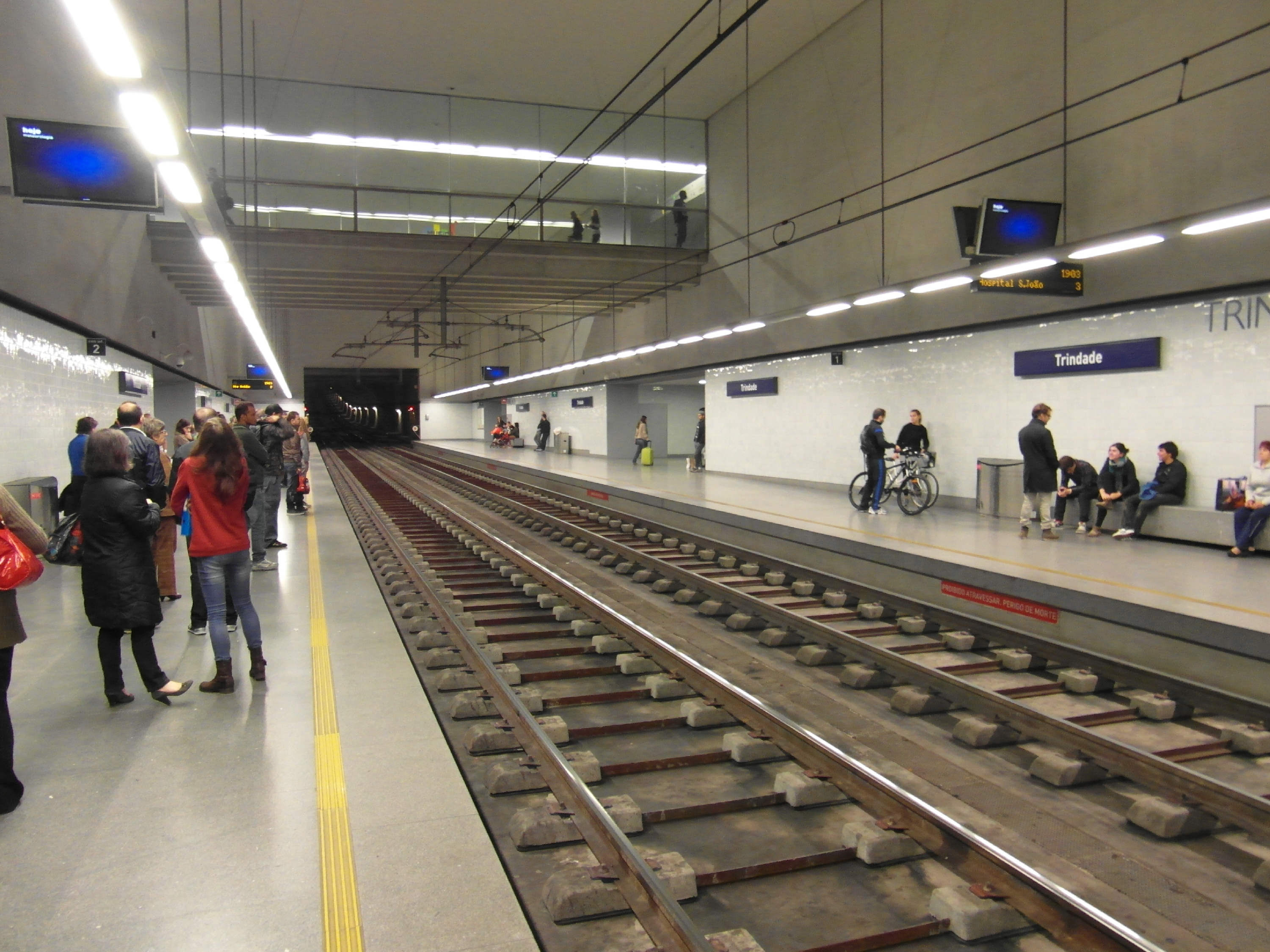
Bahnsteige der Linie D

Der Bahnhof Porto Trindade ist eine ehemalige Station mehrerer Schmalspurlinien in der Portuenser Innenstadt, heute dient sie als Haltepunkt für die Metro do Porto. Dort kreuzen sich alle sechs Linien (A–F) der 2002 eröffneten Stadtbahn.
Die Trasse der ursprünglichen Schmalspurbahn wird heute von den Metrolinien A, B, C, E und F befahren. Die Züge dieser Linien halten an den beiden Durchfahrgleisen an der Oberfläche im neu errichteten, vom portugiesischen Architekten Eduardo Souto de Moura entworfenen Bahnhofsgebäude. Im oberirdischen Teil befindet sich zusätzlich ein Stumpfgleis. Von diesem oberirdischen Teil führen kurze Fußgängertunnel zu den beiden unterirdischen Seitenbahnsteigen der Linie D. Die Gestaltung ist relativ schlicht in Sichtbeton und Glas gehalten. Außerhalb des Gebäudes befindet sich eine Bushaltestelle und nicht weit entfernt der Verbindungstunnel zwischen den Strecken der Linie D und der Linien A, B, C, E und F.
Vor der Nutzung des Bahnhofs durch die heutige Stadtbahn war Trindade der zentrale Bahnhof für den Schmalspurverkehr nach Trofa und Póvoa de Varzim. In Trindade begann im Juli 2000 der Bau für den Tunnel der Linie D der U-Bahn.
Trindade ist der meistgenutzte Bahnhof der Metro do Porto, hier wurden 2004 14,8 % der Fahrscheine gelöst. Vor Eröffnung der Stationen Bolhão und Estadio do Dragão lag der Anteil sogar bei 23,7 %. Im Jahr 2005 nutzen mit fast 18,5 Millionen Fahrgästen fast doppelt so viele Reisende die Metro do Porto.